# کلارکسویل، شهرستان هانتردون، نیوجرسی
کلارکسویل (به انگلیسی: Clarksville) یک منطقهٔ مسکونی در ایالات متحده آمریکا است که در گلن گاردنر، نیوجرسی واقع شده‌است. کلارکسویل ۱۳۴ متر بالاتر از سطح دریا قرار دارد.